# Erwin Lambert
Erwin Lambert (ur. 7 grudnia 1909 w Schildow, zm. 15 października 1976 w Stuttgarcie) – niemiecki murarz, SS-Unterscharführer, specjalista budowlany akcji T4 i akcji „Reinhardt”, budowniczy komór gazowych w ośrodkach zagłady w Treblince i Sobiborze, skazany w pierwszym procesie załogi Treblinki na karę czterech lat więzienia, a w procesie załogi Sobiboru na trzy lata więzienia. 

## Życiorys
Urodził się we wsi Schildow na północ od Berlina. Po ukończeniu nauki w szkole podstawowej terminował na ślusarza i murarza, uczęszczał też przez trzy semestry do szkoły handlowej. Przed wybuchem II wojny światowej uzyskał tytuł mistrza murarskiego. Pracował następnie dla kilku przedsiębiorstw budowlanych w Schildow i Berlinie. Od marca 1933 roku był członkiem NSDAP.
W styczniu 1940 roku został zatrudniony przez Kancelarię Führera z zadaniem przeprowadzenia renowacji jej siedziby przy Tiergartenstraße 4. W gestii Kancelarii znajdowała się w tym czasie eksterminacja osób chorych psychicznie i niepełnosprawnych umysłowo, prowadzona pod kryptonimem akcja T4. Lambert wkrótce stał się głównym specjalistą budowlanym programu „eutanazji”. Przebudował pomieszczenia w ośrodkach w Bernburgu, Hadamarze, Hartheim i Sonnenstein, aby służyły jako komory gazowe. Brał także udział w przebudowie ośrodka wypoczynkowego T4 nad jeziorem Attersee. Ze względu na fakt, iż stale krążył pomiędzy rozmaitymi ośrodkami programu „eutanazji”, zyskał przydomek „latającego architekta T4”.
Podobnie jak wielu innych wykonawców akcji T4 został przeniesiony do okupowanej Polski, aby wziąć udział w eksterminacji Żydów. W czerwcu tegoż roku w stopniu SS-Unterscharführera uczestniczył w budowie obozu zagłady w Treblince. Niektóre źródła podają, że wybudował tam pierwsze komory gazowe. Michael Bryant twierdzi jednak, że Lambert pojawił się w Treblince już po zakończeniu ich budowy, a jego zadaniem było jedynie nadzorowanie polskich i żydowskich robotników, którzy budowali baraki, ogrodzenie i pozostałe obiekty obozowe. Był świadkiem zagazowania pierwszych żydowskich transportów, które przybyły do obozu, osobiście nie brał jednak udziału w tym procederze. Po powrocie z Treblinki przez krótki czas ponownie pracował w ośrodku nad Attersee.
Pod koniec sierpnia 1942 roku powrócił do Treblinki, aby nadzorować budowę nowego, większego budynku z komorami gazowymi, który zaprojektował Lorenz Hackenholt. W tym celu dopilnował rozbiórki komina nieczynnej fabryki szkła w Małkini, którego cegły posłużyły później do budowy nowych komór. Wiadomo, że podczas robót budowlanych zabił żydowskiego więźnia, który pomylił się przy pracy. Według niektórych świadków liczba jego ofiar mogła sięgać nawet kilku osób.
Po zakończeniu prac w Treblince udał się wraz z Hackenholtem do obozu zagłady w Sobiborze, aby również tam pokierować budową nowych komór gazowych (wrzesień–październik 1942). Uczestniczył także w pracach budowlanych na terenie obozów pracy w Dorohuczy i Poniatowej. Następnie powrócił do Niemiec, gdzie wziął udział w projekcie budowlanym realizowanym w „ośrodku eutanazji” w Bernburgu. Wiosną 1943 roku kolejny raz pojawił się w Treblince, tym razem z zadaniem przeprowadzenia renowacji i remontu niektórych budynków. W kolejnych latach uczestniczył w projektach remontowo-budowlanych realizowanych w różnych biurach i ośrodkach akcji T4. Jesienią 1943 roku lub w 1944 roku podobnie jak większość weteranów akcji „Reinhardt” został przeniesiony do Einsatz R operującej w okolicach Triestu. Zadaniem tej jednostki była likwidacja miejscowych Żydów oraz walka z jugosłowiańską i włoską partyzantką. W czasie służby na wybrzeżu adriatyckim Lambert wybudował krematorium w obozie Einsatz R w San Sabba.
W ostatnim okresie wojny dostał się do amerykańskiej niewoli. W czerwcu 1945 roku został zwolniony z obozu jenieckiego. Zamieszkał w Stuttgarcie, gdzie prowadził sklep z akcesoriami łazienkowymi. 
W 1959 roku Centrala Badania Zbrodni Narodowosocjalistycznych w Ludwigsburgu wszczęła śledztwo w sprawie zbrodni popełnionych w Treblince, w którym Lambert był jednym z podejrzanych. W marcu 1962 roku został tymczasowo aresztowany. Akt oskarżenia przeciwko niemu i trzynastu innym esesmanom został wniesiony 29 stycznia 1963 roku. Był sądzony w pierwszym procesie załogi Treblinki, który toczył się w Düsseldorfie w latach 1964–1965. Prokuratura oceniła, że brak jest dowodów, które wskazywałyby, że osobiście dopuszczał się mordów lub innych okrucieństw, stąd postawiła mu jedynie zarzut pomocnictwa w zbiorowym mordzie i zażądała dla niego kary 3,5 roku więzienia. Wyrokiem z 3 września 1965 roku został uznany winnym pomocnictwa w zbiorowym mordzie na 300 tys. osób i skazany na cztery lata więzienia.
Niedługo później ponownie stanął przed sądem, tym razem jako oskarżony w procesie załogi Sobiboru. Akt oskarżenia przeciwko niemu i jedenastu innym esesmanom został wniesiony w czerwcu 1964 roku. Niespełna pół roku później postępowanie prowadzone przeciwko niemu i sześciu innym osobom zostało umorzone, gdyż sędziowie uznali, że zgromadzone dowody nie pozwalają podważyć argumentów oskarżonych, iż działali pod przymusem – nie mając możliwości niewykonania zbrodniczych rozkazów. Prokuratura skutecznie odwołała się jednak od tego orzeczenia, na skutek czego postępowanie zostało wznowione. Ostatecznie wyrokiem sądu krajowego w Hagen z 20 grudnia 1966 roku Lambert został uznany winnym pomocnictwa w morderstwie i skazany na karę trzech lat więzienia.
Po odbyciu kary powrócił do Stuttgartu, gdzie zmarł w 1976 roku.